# Polokwane
Polokwane er en by i Sydafrika med ca. 303.000 indbyggere. Den er hovedstad i Limpopoprovinsen.
Byen er beliggende nær grænsen til Mozambique og Zimbabwe og ca. 300 kilometer nord for Johannesburg. Kommunen Polokwane Local Municipality har 561.772 indbyggere (2007).